# 泰爾依鐵路
泰爾依鐵道（英語：Talyllyn Railway）是英國的一條窄軌觀光鐵路，由泰爾依至Nant Gwernol，全長12公里（7.25英里）。本路於1866年開始營運，將Bryn Eglwys的板岩運到泰爾依，是獲英國國會法令授權建造的第一條以蒸汽動力載客的窄軌鐵路。雖然鐵路投資嚴重不足，仍然得以維持營運，並在1951年起成為世界第一條由志工運作的觀光鐵路。
轉型為觀光鐵路後本路持續努力吸引觀光客，購入機車與客車，並在1976年，沿著舊運礦路線，將路線由bergynolwyn延伸到Nant Gwernol的新站。2001年，保留鐵路的團體慶祝50周年紀念。2005年開始了大型重建計畫與往Tywyn碼頭站的延伸，窄軌鐵路博物館也進行擴充。
Rev. W Awdry兒童鐵路系列之一的小說「Skarloey Railway」，就是依據泰爾依鐵路所寫。本路的保留也啟發了Ealing Comedy的一齣戲：“The Titfield Thunderbolt”。

## 鐵路名字的由來
鐵路名字的由來並不清楚，可能是泰爾依教區（本路東側終點站所在地），或是 Tal-y-llyn（Tal-y-llyn是 Cadair Idris 東方4.8 公里以東的帶狀冰川湖）。本路軌距為少見的 686 毫米，英國只有其他三家鐵路也使用該軌距：成立較泰爾依為早的 Corris Railway，之後成立的 Plynlimon and Hafan Tramway ，以及 Campbeltown and Machrihanish Light Railway。

## 歷史

### 源頭與建築：直到1866年
19世紀30年代，板岩開採在 Tywyn 上面的山頭開展。雖然有很多小礦場和試掘點，但是在該區只有位於 Bryn Eglwys（城鎮東北面11公里）的主礦場。19世紀40年代早期開始地下的挖掘。1847年，礦場由本地地主 John Pughe 運作。完成的板岩由馱馬運送到 Pennal 碼頭，裝船河運至 Aberdyfi（又名 Aberdovey），最後再裝載到船隻海運。如此繁雜而昂貴的運輸限制了礦場的產出。1861年，美國內戰爆發，英格蘭西北一帶的工坊失去了棉花的供應。不少富有的主人開始尋找新的商機。蘭開夏的 William McConnel 就是一員。1859年，他在 Tywyn 以北的 Dolgellau 附近購買房屋。1864年1月，McConnel 組成 Aberdovey Slate Company ，租得土地，並從Machynlleth 的地主 Lewis Morris 租得 Bryn Eglwys。
McConnel 著手改進 Bryn Eglwys ，以增加產出。1865年，他的公司籌資建造窄軌鐵路，連接礦場與 Aberdyfi 港。由於標準軌距的 Aberystwyth and Welsh Coast Railway 很快地在1863年從 Machynlleth建抵 Tywyn。 McConnel 決定建造礦場至 Tywyn 的路線，這是礦場的石板運抵標準軌鐵路的最短路線。但 Afon Dyfi 河口和南面銜接，困難重重，支線本來孤立於系統的其它部分。國會法令(28 and 29 Vict, cap cccxv) 於1865年7月5日，容許公司可以進行客運 。公司任命 James Swinton Spooner 為負責的工程師。他計畫的路向相對筆直，由 Tywyn 穩定地爬升至礦場。興建工作很快開始。1866年9月，工程進展理想，商務部的視察員 Captain Henry Tyler ，可初步視察並彙報。

## 參看文獻
1. ↑  Talyllyn Railway 中文譯名參考: 台北市自助旅行協會 的存檔，存档日期2009-01-06.
2. ↑  Nabarro, Gerald. (1972). Steam Nostalgia: Locomotive and Railway Preservation in Great Britain. ISBN 0710073917